# Мейендорф, Егор Казимирович
Барон Егор (Георгий) Казимирович Мейендорф (Георг Вальтер Конрад фон Мейендорф, нем. Georg Wolter Konrad Freiherr von Meyendorff, 10 июня [31 мая] 1795, Кляйн-Рооп, — 12 октября [30 сентября] 1863, Вюрцбург) — русский учёный-натуралист и топограф из рода Мейендорфов, действительный тайный советник, лифляндский ландрат.

## Биография
Происходит из древнего рода титулованных остзейских немцев. Отец — наместник Лифляндии, генерал от кавалерии Казимир Иванович Мейендорф, мать — Анна-Катарина, урождённая фон Фегезак, дочь главного судьи Риги; у Егора было три брата: старший — Казимир, и два младших — Пётр и Александр. Все дети Казимира Ивановича получили хорошее домашнее образование и начали карьеру военных.

### Заграничные походы против Наполеона
В августе 1811 года в Петербурге открылось специальное учебное заведение — Училище колонновожатых — для подготовки будущих младших чинов, по окончании училища поступавших в распоряжение генерал-квартирмейстера Генерального штаба. В училище была установлена льгота — сдав соответствующий выпускной экзамен, можно было стать офицером независимо от срока службы и возраста. 8 октября 1811 года, в 16 лет, в это училище поступает барон Егор Казимирович Мейендорф.
Вместе с ним в тот же класс поступает его троюродный брат и тёзка — Егор Фёдорович Мейендорф, но он был на год старше. Чтобы их различать, одноклассники стали называть старшего «Мейендорф 1-й» или «Чёрный», а младшего — «Мейендорф 2-й» или «Рыжий». Постепенно прозвище «Рыжий» за ним закрепилось.
Желая побыстрее стать офицером, Егор берёт репетитора по фортификации, — им стал прапорщик Муравьёв, будущий Наместник Кавказа и генерал от инфантерии. По его словам, барон тогда был «весьма сведущ во всех частях и человек благовоспитанный». Благодаря занятиям, уже через три с половиной месяца юнкер Мейендорф 2-й успешно сдал экзамен и 27 января 1812 произведён в прапорщики.
Первый офицерский выпуск Училища, — барона и ещё 17 человек, — пожелал поздравить сам Император. Аудиенция состоялась на следующий день в «знаменной зале» Царскосельского дворца. Император хорошо знал отца Мейендорфа, Казимира Ивановича, командовавшего русским корпусом под Измаилом в недавней турецкой кампании.
Когда, в июне 1812, полки Наполеона перешли Неман и осадили родной город барона — Ригу, — ему едва исполнилось 17. В Отечественной войне, находясь при штабе корпуса под командованием генерала Витгенштейна, он участвует в битвах под Полоцком и в сражении у Борисова; в Заграничном походе действует в битвах при Лю́тцене, под Бауценом, при Кульме, в Битве народов под Лейпцигом, в столкновении под Фер-Шампенуазом; во взятии Парижа.
За проявленное в боях мужество молодой барон был награждён орденом Св. Анны IV степени, золотой шпагой «За храбрость» и орденом Святого Владимира IV степени; также и прусское командование представило его к ордену Pour le Mérite («За заслуги»), учреждённому Фридрихом Великим и вручаемому только за военную доблесть.
С октября 1812 — подпоручик. С сентября 1813 — поручик. Из похода Егор Казимирович вернулся в августе 1814.
Продолжает службу в гвардии и активное самообразование. В июле 1816 поручикам Мейендорфу, Голицину, Бурцову и Окуневу приказано произвести картографическую съёмку г. Павловска (резиденции вдовствующей императрицы Марии Фёдоровны, жены императора Павла I). Для молодых квартирмейстеров задача была грандиозной: «Теперь некому этого препоручить и все на меня смотрят, как на чародея. Как начать съёмку? Особенно такую огромную?», — пишет своему другу поручик Бурцов. Однако 14 августа 1818 «за сочинение плана г. Павловска» барон получает в дар «перстень с бриллиантами», а через две недели — повышение в звании до штабс-капитана.

### Посольство в Бухару
В следующем году барон поступает в Гёттингенский университет и успевает пройти три семестра, когда, в июне 1820, его неожиданно назначают старшим среди трёх представителей Генерального штаба в составе дипломатической миссии, впервые направленной в малоизвестное тогда Бухарское ханство.
Официально миссия направлялась, чтобы «не только утвердить, но и распространить торговые связи между Россией и Бухарией, доселе существующие». В планы миссии входило и выяснение вопроса о «российских подданных разных исповеданий, схваченных киргизскими и иными хищниками и проданных в рабство». Возглавлял миссию действительный тайный советник А. Ф. Негри, чиновник недавно созданного в МИДе «Азиатского отделения», по происхождению — константинопольский грек. Главной задачей офицеров, прикреплённых к миссии (среди которых был и талантливый однокашник Пушкина по Царскосельскому лицею — В. Д. Вольховский), была рекогносцировка местности, с выбором мест, удобных для строительства крепостей — от Оренбурга до Сырдарьи, и составление «Общей генеральной карты» этой области; по возможности, требовалось также максимальное изучение туземных ресурсов, рынков, торговых путей, обороноспособности укреплённых городов, численности и состояния войск, административного устройства, отношений с соседними государствами и т. п., о чём 25-летнему штабс-капитану было выдано подробное секретное «наставление». Кроме руководства съёмками для Генеральной карты, на Егоре Казимировиче лежала обязанность вести «Журнал путеследования в Бухару и обратно».
Краткое описание миссии, сделанное самим Мейендорфом:
Приказ приготовиться к отъезду мы получили в июне 1820 года, а в августе прибыли в Оренбург, расположенный в 2200 верстах от Санкт-Петербурга.
Так как нам предстояло пересечь необъятные степи, посещаемые только кочевыми ордами, правительство снабдило нас конвоем из двух сотен казаков и двухсот пехотинцев, к которым затем присоединились двадцать пять всадников-башкир. Мы взяли с собою 2 артиллерийских орудия; 358 верблюдов везли наш багаж. Кроме того, у нас было 400 лошадей...
...Чтобы преодолеть за два месяца пустыню, требовалось по 150 фунтов сухарей на каждого солдата и по 4 центнера овса на каждую лошадь, кроме того, крупы для отряда, двойного запаса снарядов для наших двух пушек, 15 кибиток, или войлочных палаток, 200 бочек для воды, наконец, немалое количество бочек водки. 320 верблюдов были нагружены провиантом для конвоя и 38 – багажом членов посольства и продовольствием для них .
Посольство отправилось из Оренбурга 10 октября 1820 года... Миссия, прошед 1590 вёрст в 72 дни, прибыла в Бухару 20 декабря, и оставшись в сём городе до 22 марта, предприняла в Оренбург обратный путь, который и совершила в 55 дней. Военные люди будут уметь ценить скорость сего похода; они с удивлением услышат, что ни одна верховая лошадь не погибла в пути, и что из 470 человек, составлявших конвой, померло только восьмеро, несмотря на чрезвычайные тягости, претерпенные войском, а особливо пехотою .
16 мая 1821 года дипломаты возвратились на родину.
Только на текущие представительские расходы миссии было выделено 72 тысячи рублей. Никакие договоры подписаны не были. Вместе с миссией на родину вернулись всего 17 русских, попавших в разное время к бухарцам в плен, причём, из них только 9 официально. — В политическом отношении результат миссии был весьма скромным. В научном отношении, наоборот, экспедиция была вполне успешной. В распоряжении общества появились подробные путевые записки четырёх участников миссии, а в распоряжении Генерального штаба — рукописная отчётная «Карта части Киргиз-Кайсацкой степи и Туркестана, составленная по расспросам и рекогноцировкам гвардии Генерального штаба капитаном Мейендорфом, поручиком Вольховским и свиты Его Императорского Величества по квартирмейстерской части штабс-капитаном Тимофеевым в 1820—1821 гг.». На карту было нанесено более 2000 новых объектов. Спустя 10 лет, в 1832 году, «Геродот казахских степей» А. И. Лёвшин признал карту Егора Мейендорфа единственно годной для дальнейшей работы из всех существующих.
За отличное выполнение важного задания барона производят в полковники и, в ноябре 1821 года, переводят в штаб 2-й Армии в Тульчине, где, видимо, в виду ожидаемой войны с Персией, требовались опытные офицеры. Легко вообразить, каким интересным собеседником казался участник столь представительной экспедиции в «царство Тамерлана». На барона буквально посыпались просьбы редакторов различных журналов предоставить какие-нибудь материалы об экспедиции. Понимая всю ценность имеющихся у него сведений, Егор Казимирович Мейендорф, вообще-то не имевший литературного опыта, приступает к полноценному описанию экспедиции в научно-популярном жанре. Уже через шесть месяцев по прибытии из похода, в январе 1822 года, в журнале Булгарина «Северный архив» выходит первый опыт такого описания, подписанный «Б. М . . . . . . .фъ».

### Гражданская служба
В декабре 1823 года полковник Мейендорф уже числится «по особым поручениям» при Министерстве путей сообщения. Вскоре, по заданию Министерства иностранных дел, в должности флигель-адъютанта он отправляется в командировку в Кяхту — «для обозрения всей границы Российской с Азиатскими владениями в отношении взаимной торговли и для исследования на месте новых предположений в пользу оной». Вести о смерти Императора, о двух присягах новому, о случившемся при этом мятеже гвардейцев и армии застали барона в пути, — 5 февраля 1826 года он только выехал из Иркутска в Оренбург. Среди знакомых Мейендорфа было много «заговорщиков», — однополчан, коллег, приятелей и просто знакомых. Факты о привлечении барона к «организациям» или к «следствию» по делу о восстании неизвестны, но не исключено, что именно эти события подтолкнули Егора Казимировича к выходу в отставку.
В конце 1827 года барон, уже в ранге действительного статского советника, состоит при Собственной Канцелярии Е. И. В. Государыни Императрицы Марии Фёдоровны «у исправления письменных дел»; фрейлины называют холостого барона «самым приятным» из секретарей. «Рыжий» Мейендорф, которого, как старшего из трёх родных братьев, в документах зовут уже «1-м», развлекал императрицу игрой в карты и чтением вслух «Писем, диктованных на о. Св. Елены».
После смерти государыни, в октябре 1828 года, его назначают официалом Капитула Российских орденов — секретарём ордена «Св. Екатерины». В обязанности секретаря входило содержание реестра кавалеров, оформление всех необходимых к награждению бумаг, сбор и распределение взносов и отчётность. За пять лет, находясь в этой должности, барон оформил представления к награде сестры и мачехи императрицы Александры Фёдоровны, королев Английской, Испанской и Шведской и ещё почти трёх десятков высших статс-дам и фрейлин различных европейских дворов.
Одновременно с должностью официала-секретаря ордена Св. Екатерины (1829—1834) Егор Казимирович вступил в должность Управляющего Государственной Комиссией погашения долгов (1829—1835). Комиссия погашения долгов исполняла кредитно-денежные функции, присущие в позднейшем центральному банку страны: она ведала оборотом облигаций государственных займов, реестром государственных ценных бумаг («долговой книгой»), расчётом и выплатой процентов по ним; составляла «общую смету системы кредитов». Управляющий Комиссией назначался Высочайшим указом по представлению министра финансов; на Управляющего возлагались все кадровые решения в штате Комиссии и вся ответственность за её работу.
В 1835 году, в ранге тайного советника, в возрасте 40 лет, барон Егор Казимирович Мейендорф по неизвестным пока мотивам выходит в отставку со всех должностей и становится частным лицом.

### Общественная деятельность
Вернувшись домой, в своё имение под Ригой — Кляйн-Рооп, Егор Казимирович довольно скоро вернулся к активной общественной жизни. С 1837 года по 1847 Егор Казимирович неизменно избирался одним из 12 ландратов (представителей избирательных земских округов) в лифляндскую коллегию при ландмаршале (полномочном представителе земского дворянства Лифляндии при губернском правлении). В круг ответственности ландратской коллегии входили вопросы защиты интересов местного (немецкого) дворянства и контроль за деятельностью местных органов власти, судов и церкви. Также Егор Казимирович представлял «лифляндское рыцарство» в столице.
Егор Казимирович стоял у истоков «Русского Географического общества», с 1847 по 1852 годы даже входил в Совет этого высокопросвещённого собрания и участвовал в разработке его нового Устава. Позже он, вместе со своим братом, Александром Казимировичем, входил в «политико-экономический комитет» при Отделе статистики общества, часто выступающего с экспертным мнением по читаемым докладам. Известно, к примеру, о горячей дискуссии, развернувшейся на одном из заседаний общества в 1861 году: обсуждался вопрос о внутренней миграции в сибирские поселения; уже пожилой барон высказал опасения «что благосостояние новых поселений будет способствовать отделению колоний от метрополии», в продолжение дискуссии в том же духе он высказался против затрат государства на нужды Сибири и в прессе (газета «Век»). Нужно подчеркнуть, что данная точка зрения совершенно совпадала с точкой зрения на вопрос ведущих министров Правительства.
Ранней осенью 1863 года, в Вюрцбурге, в возрасте 68 лет, после продолжительной болезни, «действительный тайный советник, орденов Св. Анны 2 степени и 4, Св. Владимира 3 ст. и Прусского за залуги Кавалер, имеющий золотую шпагу с надписью „За храбрость“ и серебряные медали 1812 и 1814 годов, полковник барон Егор Казимирович фон Мейендорф» скончался.

## Сочинения
Главным и, по сути, единственным сочинением Егора Мейендорфа остаётся монография «Voyage d’Orenbourg à Boukhara fait en 1820, à travers les steppes qui s`etendent a l`est de la mer d`aral et au-dela de l`ancien jaxartes» (фр. «Путешествие из Оренбурга в Бухарию, в 1820 году, через степи, простирающиеся на восток от моря Аральского и древнего Яксарта»), изданная в Париже в 1826 году. Некоторые главы этой монографии в переводе автора печатались на русском языке в журнале «Северный архив» (1824, ч. 9, № 1-3, под заглавием: Отрывок из путешествия в Бухарию полковника барона Мейендорфа в 1820 и 1821 годах).
Выбор французского языка для труда был рассчитан на широкую просвещённую европейскую аудиторию, к которой, бесспорно, относили себя и русские учёные и интеллектуалы. Поэтому выбор этот был встречен с пониманием. Книга получила хорошую прессу и почти сразу была переведена и издана на немецком. Многие сведения в статьях «Бухара» и «Бухария» Лексикон Плюшара черпает из этого источника. Это была первая научно-добротная работа русских путешественников по изучению Приаралья, ценность которой сохранилась до сих пор.

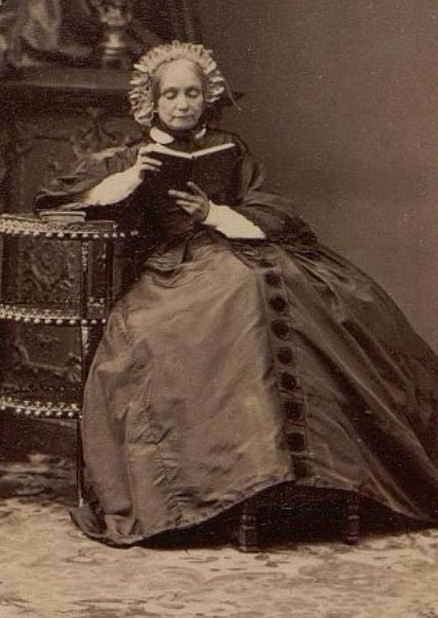
София Густавовна, жена

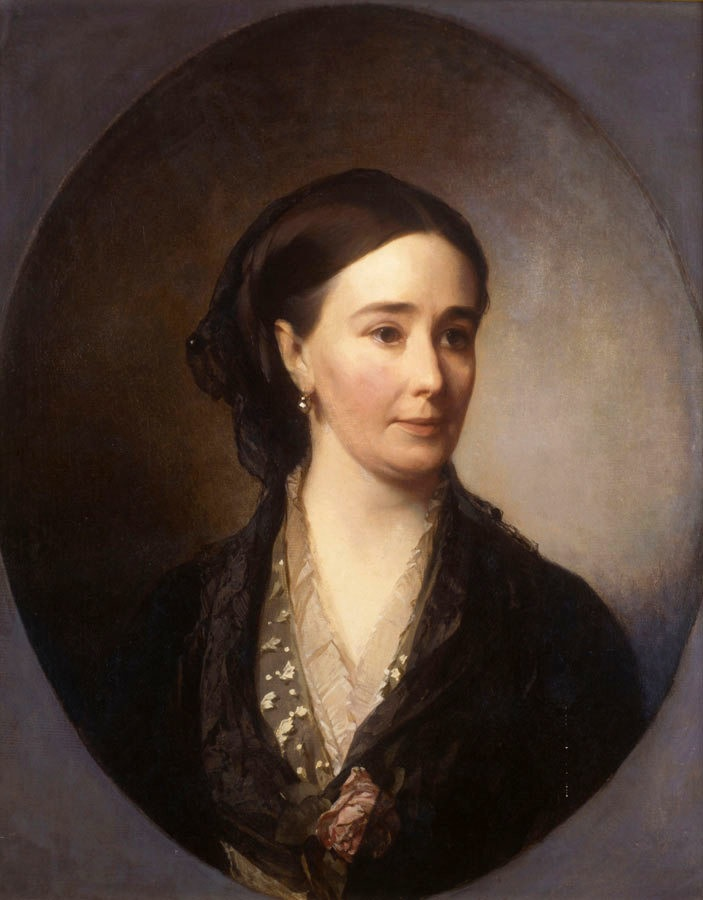
Елизавета Гуттен-Чапская (худ. И. В. Макаров, 1880)

После Великой Отечественной войны к.и.н. Е. К. Бетгер, заведующий Отделом редких книг Государственной библиотеки Узбекской ССР, выполнил перевод книги Мейендорфа на русский язык, однако опубликован этот перевод был лишь в 1975 году и стал довольно популярным первоисточником по истории Бухарского ханства и Казахских степей.
Книга об экспедиции изложена в трёх частях. Первая из них описывает переход через киргизские степи. Приведены сведения о казахах, их нравах, обычаях, кочёвках, быте, способах охоты (на сайгу и кабана) и пропитания. Во второй части автор систематизировал сведения о странах Средней Азии, определил границы, горы, климат, речную сеть региона. На основании расспросов и по собственному опыту сделал вывод об усыхании Аральского моря. Наконец, в третьей части Мейендорф описал города Бухарского и других ханств Средней Азии, коснулся вопросов истории края, внутренней и внешней торговли. К своему труду Егор Мейендорф приложил довольно точную карту маршрута, многие объекты которой были привязаны к геодезическим координатам впервые.

## Семья
Жена (с 18 июля 1830 года) — София Густавовна Штакельберг (10.08.1806, Берлин—27.04.1891, Ницца), старшая дочь видного российского дипломата Густава Штакельберга и графини Каролины Вильгельмины Людольф. По словам современницы, была женщина активная, предприимчивая, очень любила путешествовать. Будучи широко образованной, с тонким художественным вкусом, увлекалась живописью, и сама прекрасно рисовала, и старалась детям привить любовь к искусству. В браке родились:
- Елизавета Каролина Анна (22.09.1833, Петербург—04.10.1916, Мюнхен), замужем за Эмериком Гуттен-Чапским (18.11.1828—4.07.1896).
- София Елизавета (14.02.1835, Митава—20.02.1910, Петербург), замужем за Николаем Павловичем Николаи (16.12.1818—25.06.1869), тайным советником и дипломатом.
- Каролина Жоржина (Георгина) (12.09.1836, Митава, — 13.11.1897, Покровск), жена дипломата Василия Николаевича Чичерина (01.09.1829—03.10.1882). Были обвенчаны 29 января 1859 года на борту русского фрегата «Полкан» в генуэзском порту и в Ницце в протестантской церкви. По словам Б. Н. Чичерина была «одной из самых чистых и возвышенных натур». Её сыном был известный дипломат Георгий Васильевич Чичерин, названный в честь деда.
- Казимир Густав Георг (18.09.1839, Митава—1848)